# Елдар Гасъмов
Елдар Гасъмов (на азербайджански: Eldar Qasımov) е азербайджански певец и победител на 56-ия Конкурс за песен на Евровизия.
Елдар е роден на 4 юни 1989 г. в Баку, столицата на Азербайджанска ССР. Правнук е на заслужилия артист на Азербайджанска ССР Абас Мирза Шарифзаде и народната артистка на СССР Марзия Давудова, както и внук на актрисата Фирангиз Шарифова, народна артистка на Азербайджанска ССР.
Започва музикалната си кариера много млад и участва в концерти в азербайджански и руски градове. Между 2001 и 2005 г. преминава обучение за професионален музикант и пианист. През 2010 г. завършва Славянския университет в Баку със специалност Международни отношения.
Гасъмов, заедно с Нигяр Джамал, е избран да представя Азербайджан на конкурса Евровизия 2011 в Дюселдорф, Германия. За конкурса те създават дует, наречен „Елдар и Нигяр“ (по-известен като „Ел и Ники“) и представят песента Running Scared („Бягам, уплашен съм“), която се класира на 1-во място с 221 точки.